# JLS
JLS (prescurtarea pentru: Jack the Lad Swing) este un grup muzical britanic, devenit cunoscut prin intermediul spectacolului televizat The X Factor în anul 2008. Formația a ocupat locul secund în sezonul respectiv de emisiuni live, fiind depășită de interpreta Alexandra Burke. Componenții grupului sunt Aston Merrygold, Marvin Humes, Jonathan JB Gill și Oritsé Williams.
În urma succesului înregistrat în cadrul emisiunii The X Factor, JLS a semnat un contract cu casa de discuri Epic Records, prin intermediul căreia a fost promovat albumul de debut. Primul disc single al formației, „Beat Again” a debutat pe locul 1 în clasamentul oficial al Regatului Unit, obținând poziționări notabile și în ierarhiile irlandeze sau românești. Cel de-al doilea extras pe single, „Everybody in Love” a fost lansat la începutul lunii noiembrie 2009, clasându-se tot pe aceeași poziție.
Albumul de debut al formației a fost lansat pe 9 noiembrie 2009, și s-a vândut în peste un milion de exemplare numai în Regatul Unite. JLS a câștigat mai multe premii printre care „cel mai bun grup debutant britanic” și „cel mai bun single” („Beat Again”) la Premiile BRIT 2010 și cinci premii MOBO, ultimul fiind obținut în 2012 la categoria cel mai bun videoclip pentru piesa „Do You Feel What I Feel?”. A primit titlul de „cea mai prolifică formație” pentru doi ani consecutiv, în 2011 și 2012.
În 2010, JLS a semnat un contract pentru SUA cu casa de discuri Jive Records, lansând „Everybody in Love” ca single de debut în Statele Unite. Acesta nu a intrat în topurile americane. "The Club Is Alive", principala piesă de pe cel de-al doilea album al lor, Outta This World, a fost lansat în Regatul Unit în iulie 2010, fiind a treia piesă care se clasează pe primul loc în UK Singles Chart, urmat de un al patrulea "Love You More", melodia oficială a Children in Need din 2010. Al cincilea și ultimul a fost "She Makes Me Wanna", în colaborare cu Dev. Albumul și single-ul de debut au intrat în top zece cele mai bine vândute melodii și albume ale concursului X Factor. În 2013 formația era a șasea cea mai bogată din Regatul Unit, cu 6 milioane de lire sterline pe membru, cu un total de 24 de milioane de £. JLS s-a destrămat oficial pe 22 decembrie 2013.
JLS a vândut peste 6 milioane de albume numai în Regatul Unit și mai mult de zece milioane la nivel mondial.

## Cariera muzicală

### 2007 — 2008: Începuturile și participarea la The X Factor
Înainte de intrarea în competiție, grupul a participat la o serie de interpretări în cadrul Showcase:LIVE în luna octombrie a anului 2007 și în iunie 2008 sub numele de UFO (Unique Famous Outrageous). Inițial, Marvin Humes a făcut parte din formația VS, realizată de Simon Webbe în 2004, însă după ce aceasta nu a mai fost sprijinită de o casă de discuri el a devenit membru JLS.
Grupul muzical a participat la audițiile susținute pentru cel de-al cincilea sezon al seriei de emisiuni The X Factor în anul 2008. În urma primelor două spectacole televizate, JLS a devenit ultima formație prezentă în concurs. Alături de ceilalți finaliști ai producției, cei patru au participat la înregistrarea unei preluări după șlagărul „Hero” al cântăreței Mariah Carey. Versiunea interpretată de finaliști a fost lansată la doar o săptămână de la promovarea discului single „The Promise” al grupului din care face parte juratul Cheryl Cole, Girls Aloud. Cântecul a debutat pe locul 1 în UK Singles Chart, datorită celor peste 313.000 de exemplare vândute în prima săptămână, toate profiturile fiind donate.
Majoritatea interpretărilor din cadrul spectacolului au fost apreciate într-un mod pozitiv, mai puțin cântecul „... Baby One More Time”, al lui Britney Spears a fost blamat de Cheryl Cole și Simon Cowell. În timpul spectacolului cei patru au susținut un duet cu formația Westlife, în timp ce Eoghan Quigg și Alexandra Burke au realizat interpretări alături de Boyzone și, respectiv, Beyoncé. Inițial, JLS trebuiau să fie acompaniați de cântăreața Rihanna, însă datorită faptului că aceasta și-a anulat apariția formația a fost nevoită să interpreteze un cântec cu Westlife. În cadrul finalei, JLS a interpretat patru înregistrări, printre care și cântecul câștigătorului, „Hallelujah”. Eoghan Quigg a fost primul eliminat al serii, formația rămânând în competiție doar alături de Alexandra Burke. La finele emisiunii, a fost dezvăluit faptul că cei patru componenți ai grupului s-au clasat pe locul secund, fiind depășiți de Burke. JLS au câștigat 42% din voturile publicului, respectiv, 3,36 milioane de voturi, fiind devansați de Burke cu aproximativ un milion de voturi. Ulterior, Aston Merrygold s-a declarat dezamăgit de rezultat, însă și-a exprimat sprijinul pentru Alexandra.

### 2009 — 2010: Debutul discografic -JLS
În urma succesului întâmpinat în cadrul spectacolului The X Factor, casa de discuri a lui Simon Cowell, Syco Music, a anunțat faptul că va semna un contract cu JLS. La scurt timp însă, The Sun a relatat faptul că oferta a fost revocată, formația semnând în final cu compania Epic Records. Pentru a se promova, grupul a participat la o serie de interpretări live, tunree și recitaluri, printre care: The X Factor Live și o serie de concerte susținute alături de cântărețul de muzică R&B, Lemar. Acesta s-a declarat mulțumit de faptul că cei patru au acceptat oferta sa de a-l acompania în turneul său, afirmând: „Am fost cu adevărat impresionat de interpretările celor de la JLS la The X Factor și sunt foarte încântat de faptul că au acceptat să fie alături de mine în turneu”.
Primul extras pe single al formației, „Beat Again”, a fost lansat pe data de 12 iulie 2009. Înregistrarea a fost aclamată de critici, Popjustice afirmând că „include toate sentimentele splendide ce trebuie să facă parte dintr-un single al unui grup de băieți [...] într-o înregistrare R&B-pop în genul lui Usher, care îi poate transforma pe JLS în primul grup de băieți ce ajunge în top 10 de la ... ei bine Blue”. Cântecul a debutat pe locul 1 în Regatul Unit, comercializându-se în peste 100.000 de exemplare în prima săptămână. În urma acestei realizări, formația a înregistrat cel mai rapid vândut single de debut al anului, devansând piese precum „Just Dance” (Lady GaGa) sau „Mama Do (Uh Oh, Uh Oh)” (Pixie Lott). Compoziția s-a bucurat de succes și în alte regiuni din Europa, obținând clasări de top 20 în țări precum Bulgaria, Irlanda, Macedonia sau România. La scurt timp a fost anunțat cel de-al doilea single, el fiind intitulat „Everybody in Love”, data sa de lansare fiind 1 noiembrie 2009. Înregistrarea a beneficiat de o campanie de promovare și de un videoclip, lansat în septembrie 2009. Cântecul a fost interpretat în cadrul spectacolului televizat The X Factor pe data de 1 noiembrie, cu doar o zi înainte de lansarea oficială a compact discului. Cântecul a debutat pe locul 2 în Irlanda, depășindu-și predecesorul și a urcat pe prima poziție în Regatul Unit, datorită celor 120.810 exemplare comercializate în primele șapte zile de disponibilitate. Astfel, compoziția și-a surclasat predecesorul în materie de vânzări, „Beat Again” fiind distribuit în aproximativ 106.300 de unități într-un interval de timp similar.  De asemenea, clasamentele mijlocului de săptămână din Regatul Unit afișau „Everybody in Love” ca ocupând locul 1. Albumul de debut, JLS, a fost lansat în Regatul Unit pe data de 9 noiembrie 2009, concomitent cu materialul de revenire al lui Robbie Williams, Reality Killed the Video Star. După o săptămână în care au avut loc o serie de răsturnări de situație, JLS s-a poziționat pe locul 1 în ierarhia albumelor din Regatul Unit, determinându-l pe Williams să ocupe doar locul 2. Materialul s-a comercializat în aproximativ 240.000 de exemplare în primele șapte zile de disponibilitate. În cea de-a doua săptămână a fost devansat de compact discul Echo al Leonei Lewis, JLS înregistrând vânzări de peste 133.500 de copii.
Cel de-al treilea single al materialului a fost lansat în februarie 2010, fiind intitulat „One Shot”. La finele anului 2009 au fost date publicității informații conform cărora formația va lansat un nou album în cursul anului următor. Pe data de 18 ianuarie 2010 formația a primit trei nominalizări la premiile BRIT Awards 2010, la categoriile „Cel mai bun grup”, „Cel mai bun single britanic” (pentru „Beat Again”) și „Revelația anului”, câștigând ultimele două statuete. Materialul de debut s-a comercializat în peste 1,2 milioane de exemplare doar în Regatul Unit, fiind recompensat cu patru discuri de platină.

### 2010:Outta This World

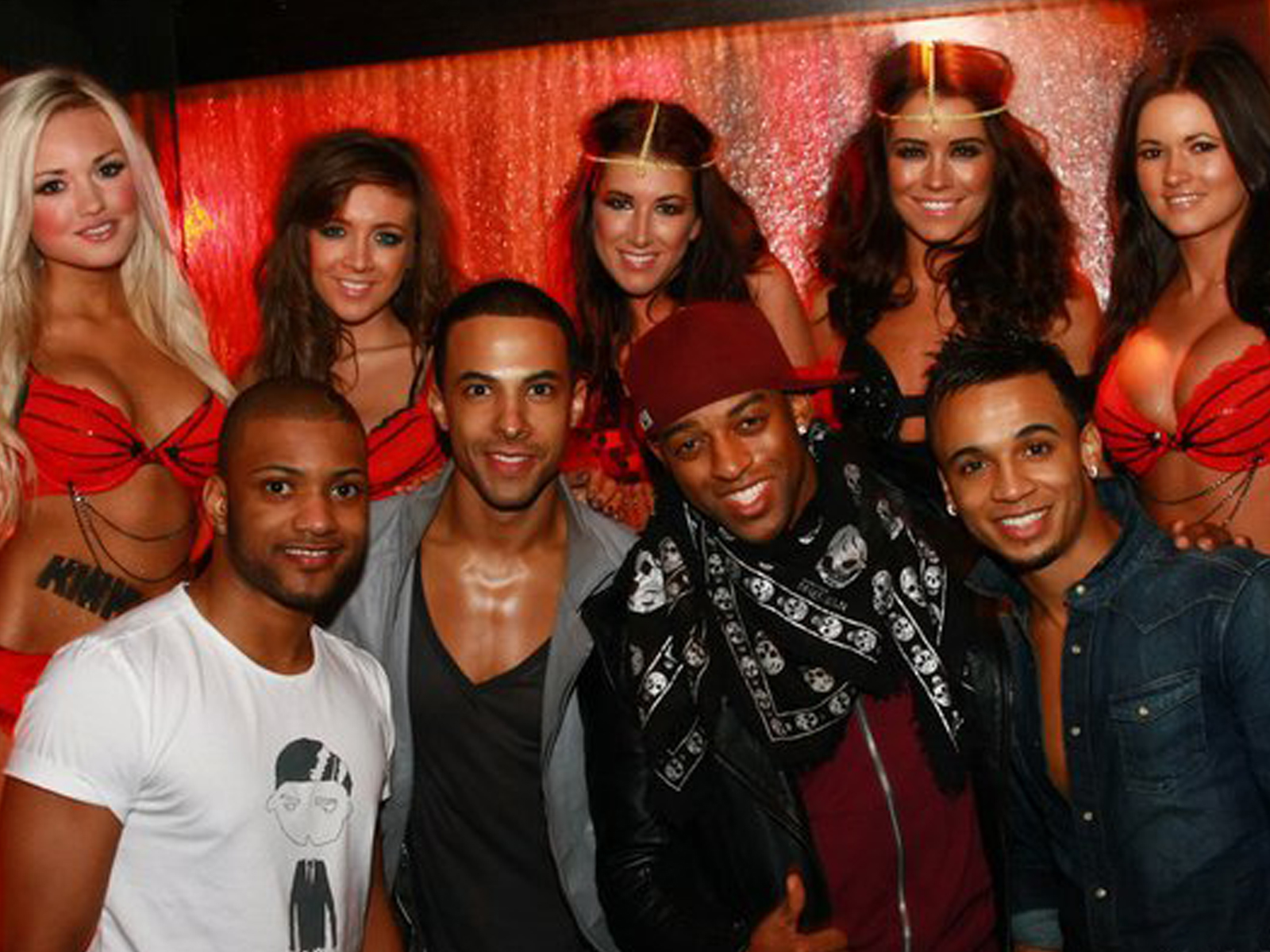
JLS în 2010 cu Tup Tup Showgirls la Palatul Tup Tup din Newcastle.

La finele lunii aprilie 2010 scurt timp a fost anunțat primul extras pe single al viitorului album, acesta fiind intitulat „The Club Is Alive”, ce urmează a fi lansat pe data de 4 iulie 2010, fiind totodată infirmate zvonurile conform cărora un al patrulea single — „Kickstart” — de pe albumul JLS ar beneficia de promovare. Formația a început înregistrările pentru un nou material discografic de studio în prima parte a anului 2010, fiind anunțate colaborări cu artiști precum Calvin Harris, Jason Derülo, Jay Sean sau Rihanna, dar și producători, printre care Stargate și Toby Gad.
„The Club Is Alive” s-a bucurat de succes în cadrul ierarhiilor de specialitate din Regatul Unit, comercializându-se în aproximativ 85.000 de exemplare în primele șapte zile de disponibilitate. Compoziția a fost felicitată și de critica de specialitate, BBC Music oferindu-i cinci punte dintr-un total de cinci. La scurt timp, a fost anunțat și al doilea extras pe single, „Love You More”, al cărui videoclip a fost filmat în Los Angeles, Statele Unite ale Americii. Materialul de proveniență a fost comercializat începând cu data de 22 noiembrie 2010 în Regatul Unit, aspect confirmat atât de website-ul oficial al grupului, cât și de distribuitori precum Amazon.co.uk sau HMV.com. De asemenea, în august 2010 a început comercializarea unui EP pe teritoriile Canadei și Statelor Unite ale Americii, intitulat JLS și incluzând cinci înregistrări de pe primul album al formației, cât și șlagărul „The Club Is Alive”. Al doilea single din S.U.A. a cărui lansare a fost planificată pentru 14 septembrie 2010 se numea „Ay Mama” și reprezinta o colaborare cu Shontelle. Grupul a declarat pentru Digital Spy că deși au înregistrat un cântec cu Shontelle, acesta nu a fost lansat pe album. La 16 septembrie 2010 grupul a lansat cel de-al doilea single american, „Love You More”, care a fost folosit și pentru ediția din 2010 a BBC Children in Need, fiind a patra piesă care se clasează pe primul loc în topurile britanice. The group wrote the song with Toby Gad and Wayne Hector.
Outta This World a fost lansat pe 22 noiembrie 2010 și a debutat pe locul 2 în UK Albums Chart datorită vânzării a 152.000 de exemplare, fiind în urma albumului Progress al celor Take That, care ocupa prima poziție după a doua săptămână de vânzări. Cel de-al treilea single de pe album, "Eyes Wide Shut" a fost înregistrat în colaborare cu Tinie Tempah, și a ajuns pe locul al optulea în UK Singles Chart. În timpul promovării piesei, grupul a declarat pentru ziarul The Sun că lucrează la înregistrarea celui de-al treilea album. Merrygold a dezvăluit că formația va colabora cu Bruno Mars, și a vorbit despre posibilitatea unei colaborări cu Usher sau Rihanna. A urmat o serie de concerte alături de Olly Murs, unul dintre concurenții emisiunii X Factor din sezonul al șaselea. Pe 7 ianuarie 2011 albumul a fost certificat de BPI cu dublu disc de platinăpentru vânzarea a peste 600.000 de exemplare în Regatul Unit.

### 2011 și 2012:JukeboxșiEvolution

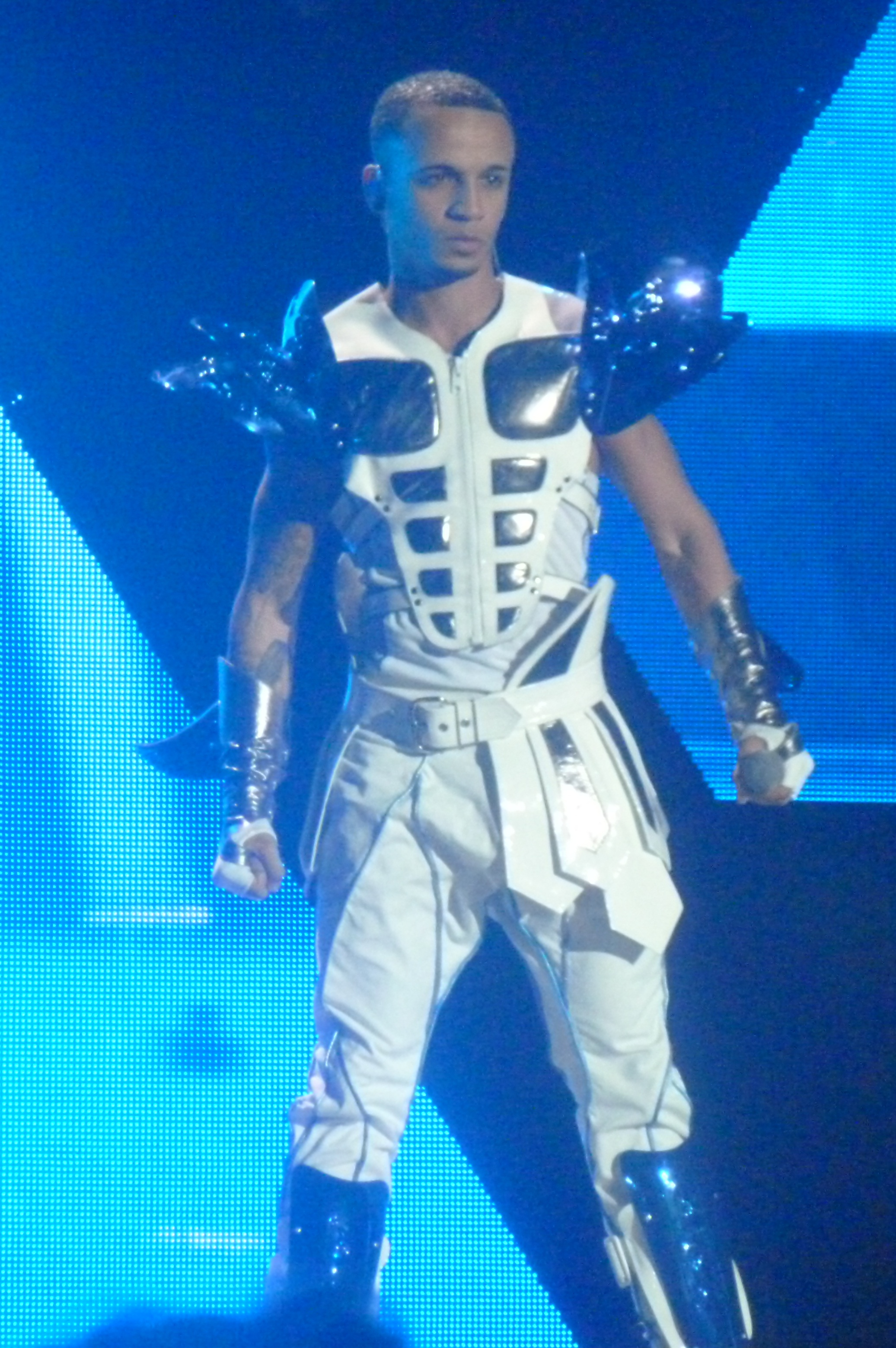
Ashton Merrygold în 2012

JLS a început să lucreze la cel de-al treilea album, Jukebox în martie 2011. În mai 2011 s-a confirmat faptul că primul single, „She Makes Me Wanna”, va fi înregistrat în colaborare cu cânteața și textiera Dev. Cântecul a fost produs de BeatGeek, Jimmy Joker și Teddy Sky, care fac parte din compania de producții RedOne, după ce grupul a licitat £30.000 pentru o sesiune de înregistrări cu producătorii la balul de caritate ținut de Alicia Keys în 2010. A fost difuzat la radio începând cu 25 mai 2011 și este disponibil digital pe 24 iulie 2011. Albumul a fost lansat pe 14 noiembrie 2011, pentru susținerea sa formația ținând un alt turneu în Marea Britanie între lunile martie și aprilie 2012. Pe 15 septembrie, JLS a anunțat că „Take a Chance on Me” va fi cel de-al doilea single extras de pe albumul Jukebox. A fost lansat pe 4 noiembrie 2011 și s-a clasat pe locul al doilea în UK Singles Chart. Versurile cântecului au fost compuse de Emile Ghantous, Frankie Bautista, Nasri Atweh și Nick Turpin. Al treilea single al albumului, „Do You Feel What I Feel?”, a fost lansat pe 1 ianuarie 2012 și a devenit al treilea cel mai prost clasat cântec al lor, ajungând până pe locul al șaisprezecelea. Albumul a ajuns până pe locul al doilea în UK Album Charts, fiind al doilea album consecutiv al formației care ratează prima poziție. De asemenea s-a clasat pe locul 5 în Irish Album Charts.
În 2012, JLS a înregistrat piesa oficială a organizației caritabile Sport Relief, intitulată „Proud”. A fost lansat pe 18 martie 2012. Cântecul a fost compus de membrii formației alături de Daniel Davidsen, Jason Gill, Cutfather și Ali Tennant, cu care au colabarat și la albumul Jukebox. Formația a participat pe 4 iunie 2012 și la concertul dedicat Jubileului de diamant al Elisabetei a II-a ținut în fața Palatului Buckingham. La 7 iunie 2012 JLS a participat la concertul Rays of Sunshine de la Royal Albert Hall, care îndeplinește dorințe pentru copiii cu boli grave din Marea Britanie cu vârste cuprinse între 3 și 18 ani. La 8 iunie 2012, s-a anunțat că ei vor participa la Festivalul iTunes 2012, alături de câștigătorul locului secund al competiției The X Factor, Olly Murs, One Direction și Rebecca Ferguson.
La 21 august 2012, JLS a început filmările la videoclipul „Hottest Girl in the World”, piesa principală a celui de-al patrulea album. La 25 august, formația a dezvăluit și titlul acestuia, Evolution, precum și data lansării, 5 noiembrie. În timpul producerii albumului Merrygold a declarat că „nu am urmat nici un fel de îndrumare sau ceva de genul, am făcut doar ceea ce am simțit noi că este corect și suntem foarte entuziasmați de acesta.” Formația a mai confirmat și lansarea unei variante deluxe a LP-ului, care cuprinde materiale bonus și melodii nelansate. Printre producătorii albumului se numără Rodney Jerkins, Bangladesh și Midi Mafia. „Hottest Girl in the World” a fost pentru prima dată interpretat la 6 septembrie pe BBC Radio 1. Single-ul a fost lansat pe 21 octombrie și a debutat pe locul 6 în UK Singles Chart.

### Aprilie–decembrie 2013:Goodbye – The Greatest Hitsși destrămarea
La 14 decembrie 2012, JLS a fost invitată la Friday Download. La 17 decembrie, Humes a dezvăluit că formația va lansa un nou album după Evolution în anul 2013. La 1 februarie 2013 s-a confirmat că formația lucra, la ceea ce ar fi fost al cincilea album.
La 23 aprilie 2013, JLS a anunțat pe site-ul oficial că formația se va destrăma după ce va lansa o colecție cu cele mai mari hituri și după ce își va finaliza ultimul turneu. Pe 24 aprilie 2013, formația a anunțat lansarea compilației Goodbye – The Greatest Hits la sfârșitul anului 2013, precedată de un nou single care a fost interpretat în turneul susținut în mai multe orașe din Marea Britanie. Pe 26 septembrie a fost confirmat și titlul single-ului, „Billion Lights”, care a fost lansat pe 17 noiembrie 2013 and și s-a clasat pe locul al nouăsprezecelea în UK Singles Chart.
JLS s-a destrămat oficial pe 22 decembrie 2013, după ultimul concert susținut în cadrul turneului de adio de la Arena O2. Totuși, formația s-a mai reunit la nunta dintre Frankie Sandford, componenta formației The Saturdays și fotbalistul Wayne Bridge.

## Alte activități

### Apariții televizate
Pe lângă numeroasele apariții la televiziuni pentru promovarea cântecelor și a albumelor, JLS a mai avut și două alte producții speciale. Prima dintre acestea a fost un documentar de jumătate de oră produs de ITV2, intitulat JLS Revealed, difuzat pentru prima dată pe 7 noiembrie 2009. Documentarul urmărea anul care a urmat obținerii locului secund în cadrul concursului X Factor, fiind înregistrate momente din turneul cu Lemar, lansarea single-urilor și apariția la Premiile MOBO, printre altele. Al doua producție a fost emisiunea cu episoade de jumătate de oră, intitulată This Is JLS, realizată și difuzată de ITV pe 11 decembrie 2010, înainte de finala X Factor din acel an. Timp de o oră, grupul a interpretat o serie de cântece de pe cele două album de studio promovate — JLS și Outta This World — dar și o preluare a compoziție „Broken Strings” (aparținând cântăreților James Morrison și Nelly Furtado). De asemenea, solista australiană Kylie Minogue a fost unul dintre invitații speciali ai episodului, interpretând alături de formație șlagărul său „All the Lovers”.
JLS a mai produs un documentar, intitulat JLS: Eyes Wide Open 3D, fiind prima formație britanică care a lansat un concert în 3D. A fost filmat la Arena O2 în timpul turneului pentru promovarea celui de-al doilea album, Outta This World, între lunile decembrie 2010 și ianuarie 2011, și cuprinde montaje documentare filmate de Ben Winston and Andy Morahan. Acesta a fost difuzat inițial timp de trei zile, prima dată 3 iunie 2011, în peste 300 de cinematografe din Regatul Unit. Încasările mari avute de concertul 3D au făcut ca el să fie rulat din nou în perioada 10-12 iunie 2011. A ajuns până pe locul al cincilea în topul încasărilor din cinematografele britanice, având încasări de 463.914£ doar pe 3 iunie și un total de 762.239$. A fost lansat pe DVD și Blu-ray pe 5 decembrie 2011. JLS a mai creat și un serial pe tema Crăciunului, intitulat  A Very JLS Christmas, în care au apărut mai multe celbrități, printre care și Alesha Dixon.

### Produse și imagine
JLS a publicat două cărți best-seller, cu imagini făcute de fotograful Dean Freeman. Prima carte, Our Story So Far, a fost publicată prin editura HarperCollins în septembrie 2009, și a devenit unul din best-sellerele vândute cu Sunday Times. A doua, intitulată Just Between Us: Our Private Diary, a fost publicată tot de HarperCollins în septembrie 2010, fiind tot un best-seller până în perioada Crăciunului din acel an.
Pe lângă lansarea unei linii proprii de îmbrăcăminte, și comercializarea de calendare, postere și alte materiale, formația a mai lansat prezervative cu marca JLS în colaborare cu Durex pentru a susține campania și linia de produse „Just Love Safe”. Această acțiune a Fundației JLS, care colaborează cu mai multe organizații caritabile care se ocupă de educație sexuală precum Brook, a fost întrerprinsă pentru a crește gradul de conștientizare în legătură cu sexul protejat și planificarea familială. Inițiativa a fost lansată în cadrul unei conferințe din septembrie 2010. Membrii formației susțin și separat mai multe organizații caritabile, printre care Beatbullying (Merrygold), Childline (Humes), Rays of Sunshine Children's Charity (Gill) și National MS Society (Williams). Lui Oritsé Williams i-a fost acordat „Inspiration Award” de către Societatea de Scleroza Multiplă din Marea Britanie în aprilie 2010 pentru acțiunile sale caritabile.
În ianuarie 2011 a fost anunțat faptul că JLS și Alexandra Burke au lucrat împreună la o nouă linie vestimentară, 2KX. Burke și JLS au declarat că „Așteptăm ca primele stocuri din mult așteptata linie vestimentară pentru femei și bărbați să fie livrate cât mai rapid.” Pentru a coincide cu lansarea celui de-al treilea album al lor, „Jukebox”, JLS au avut o ediție întreagă dedicată de „TheirMag”, o publicație soră a revistei „#5” a lui Rio Ferdinand.
În martie 2012 JLS a lansat primul lor parfum, Kiss. Numai în prima zi s-au vândut 100.000 de parfumuri. Toți cei patru membrii ai formației au lucrat cu designerul de parfumuri Azzi Glasser pentru a-i realiza aroma. În februarie 2013 JLS a lansat a doua marcă de parfumuri, Love, cu miros de iasomie, ceai alb, orhidee roz și floare de portocal.

### Acțiuni caritabile
În 2010 formația a înființat Fondația JLS, care se ocupă cu strângerea de fonduri pentru alte șase organizații caritabile: Cancer Research UK, Rays of Sunshine, Brook, Childline, Beat Bullying și MS Society. Deși formația s-a destrămat, fundația încă mai există, cu membrii acesteia dorind să continue activitatea.
Începând cu anul 2010, JLS a participat la fiecare noapte a evenimentului Children in Need. Toate încasările single-ului de pe primul loc Love You More au fost donate organizației Children In Need.  În 2011 Merrygold a filmat un reportaj pentru fundație în care o întâlnește pe Emily, în vârstă de șapte ani, suferind de boala oaselor fragile. În 2011 JLS a susținut un concert intitulat „copii cu nevoi fac legea în Manchester”, în care s-a interpretat melodia „Take a Chance on Me”. În 2013 Aston a apărut la Children In Need pentru ultima oară în calitatea de membru al JLS, pe atunci în concert la EastEnders. JLS a ajutat la strângerea de fonduri a Comic Relief, apărând în mai multe scheciuri de comedie cu Miranda Hart și James Corden.
În 2012 membrii formației au călătorit până în Uganda pentru Sport Relief, unde au filmat în timpul nopții. În același an JLS a lansat spotul publicitar oficial al organizației, care avea ca fundal sonor piesa „Proud”, care a ajuns până pe locul al șaselea, a fost gazda concertului caritabil „JLS sing for Sport Relief”, și a participat la Sport Relief Mile. Pe 28 iunie 2013, JLS a participat la The Million Pound Drop, tot în scopuri caritabile.
În total JLS a compus 5 piese dedicate organizațiilor caritabile: un cover după piesa Hero a lui Mariah Carey pentru finaliștii X Factor din 2008 (pentru Help for Heroes), piesa Wishing On A Star, la care JLS a colaborat cu finaliștii X Factor și One Direction (pentru organizația Together for Short Lives), „Love You More” (pentru Children In Need), „Proud” (pentru Sport Relief) și „Everybody Hurts” (pentru Helping Haiti). 4 din cele 5 piese caritabile au atins prima poziție în UK Singles Chart.

## Discografie
| Albume de studio - JLS (2009) - Outta This World (2010) - Jukebox (2011) - Evolution (2012) - Goodbye – The Greatest Hits (2013) Discuri EP - JLS (2010) | Albume video - Only Tonight – Live in London (2010) |

- Turneul The X Factor 2009 (februarie – martie 2009)
- Turneul Only Tonight (ianuarie – martie 2010) (lansat pe DVD în Regatul Unit pe 6 decembrie 2010)
- Summer Tour 2010 (iunie – iulie 2010) (cu Diana Vickers)
- Outta This World Arena Tour (decembrie 2010 – ianuarie 2011) (cu Edei, Starboy Nathan și Six D)
- Summer Tour 2011 (iunie – iulie 2011) (cu Olly Murs, Alexis Jordan și The Kixx)
- 4th Dimensions Tour (martie – septembrie 2012) (cu Starboy Nathan și Vida)
- Goodbye - The Greatest Hits Tour (decembrie 2013) (Supported by NVS, Hatty Keane and Mike Hough)[139]

## Nominalizări și premii
| An   | Titlu                     | Secțiunea                     | Nominalizată pentru:     | Rezultat     | Referință |
| ---- | ------------------------- | ----------------------------- | ------------------------ | ------------ | --------- |
| 2007 | Urban Music Awards        | Cel mai bun act fără contract | JLS                      | Câștigat     | [ 140 ]   |
| 2009 | BRIT Awards               | Cel mai bun single britanic   | „Hero”                   | Nominalizare | [ 141 ]   |
| 2009 | MOBO Awards               | Cel mai bun debut             | JLS                      | Câștigat     | [ 142 ]   |
| 2009 | MOBO Awards               | Cel mai bun cântec            | „Beat Again”             | Câștigat     | [ 142 ]   |
| 2009 | BBC Switch Live           | Artist remarcabil             | JLS                      | Câștigat     | [ 143 ]   |
| 2009 | Virgin Media Music Awards | Cel mai bun debut             | JLS                      | Nominalizare | [ 144 ]   |
| 2009 | Virgin Media Music Awards | Cel mai bun grup              | JLS                      | Nominalizare | [ 145 ]   |
| 2009 | Virgin Media Music Awards | Cel mai bun cântec            | „Beat Again”             | Nominalizare | [ 146 ]   |
| 2010 | BRIT Awards               | Cel mai bun grup              | JLS                      | Nominalizare | [ 53 ]    |
| 2010 | BRIT Awards               | Cel mai bun cântec            | „Beat Again”             | Câștigat     | [ 53 ]    |
| 2010 | BRIT Awards               | Revelația anului              | JLS                      | Câștigat     | [ 53 ]    |
| 2010 | O2 Silver Clef Awards     | Cel mai bun debut             | JLS                      | Câștigat     | [ 147 ]   |
| 2010 | Shockwave NME Awards      | Cea mai slabă formație        | JLS                      | Nominalizare | [ 148 ]   |
| 2010 | BT Digital Music Awards   | Cel mai bun grup              | JLS                      | Câștigat     | [ 149 ]   |
| 2010 | BT Digital Music Awards   | Cel mai bun videoclip         | „Everybody in Love”      | Câștigat     | [ 149 ]   |
| 2010 | MOBO Awards               | Cel mai bun grup UK           | JLS                      | Câștigat     | [ 150 ]   |
| 2010 | MOBO Awards               | Cel mai bun album             | „JLS”                    | Câștigat     | [ 151 ]   |
| 2010 | Urban Music Awards        | Cel mai bun grup R&B          | JLS                      | Câștigat     | [ 152 ]   |
| 2010 | Urban Music Awards        | Cel mai bun grup              | „JLS”                    | Câștigat     | [ 152 ]   |
| 2011 | BT Digital Music Awards   | Cel mai bun grup              | JLS                      | Câștigat     | [ 153 ]   |
| 2011 | BT Digital Music Awards   | Cel mai bun videoclip         | „Eyes Wide Shut”         | Câștigat     | [ 153 ]   |
| 2011 | BT Digital Music Awards   | Cel mai bun fansite           | JLS                      | Nominalizare | [ 153 ]   |
| 2012 | BT Digital Music Awards   | Cel mai bun videoclip         | Do You Feel What I Feel? | Câștigat     | [ 154 ]   |
| 2013 | Virgin Media Awards       | Cel mai bun grup              | JLS                      | Nominalizare |           |